# Krutenau
La Krutenau [kʁytənaʊ] est un quartier historique de Strasbourg, situé au sud-est de la Grande Île, aujourd'hui considéré comme le quartier de la vie étudiante strasbourgeoise.

## Localisation
Administrativement, la Krutenau est regroupé avec l'Esplanade et le quartier de la Bourse pour former l'ensemble Bourse - Esplanade - Krutenau dont les limites correspondent au canton de Strasbourg-3.
Ses limites sont : la rue d'Austerlitz et l'Ill à l'ouest, le boulevard de la Victoire au nord, le campus de l'Esplanade à l'est, les rues du Maréchal Juin, de Zurich, des Orphelins au sud.

## Toponymie
La Krutenau, nom classiquement dérivé du mot prairie (Au) et de chou (Krut), mais plus vraisemblablement, qui vient du vieux mot germanique Krutten, Kruten dans le sens d'obstacles, est l'un des plus anciens quartiers strasbourgeois. Le mot « obstacle », comme le pense Seyboth, peut être pensé comme : « obstacle à toute tentative de cultures ».

## Historique
Anciennement parcouru de cours d'eau et de marécages, il est progressivement assaini au moyen de nombreux canaux pour accueillir des activités maraîchères. Des populations travaillant avec l'eau – le Rheingiessen, bras du Rhin – (bateliers, pêcheurs) s'y installent, participant à l'essor d'un quartier constitué de basses couches sociales. L'implantation de casernes militaires au XVIIIe siècle, puis d'une manufacture de tabacs (fin d'activité en juin 2010) au XIXe siècle fait lentement évoluer la population du quartier, où ouvriers, soldats et prostituées sont de plus en plus nombreux.

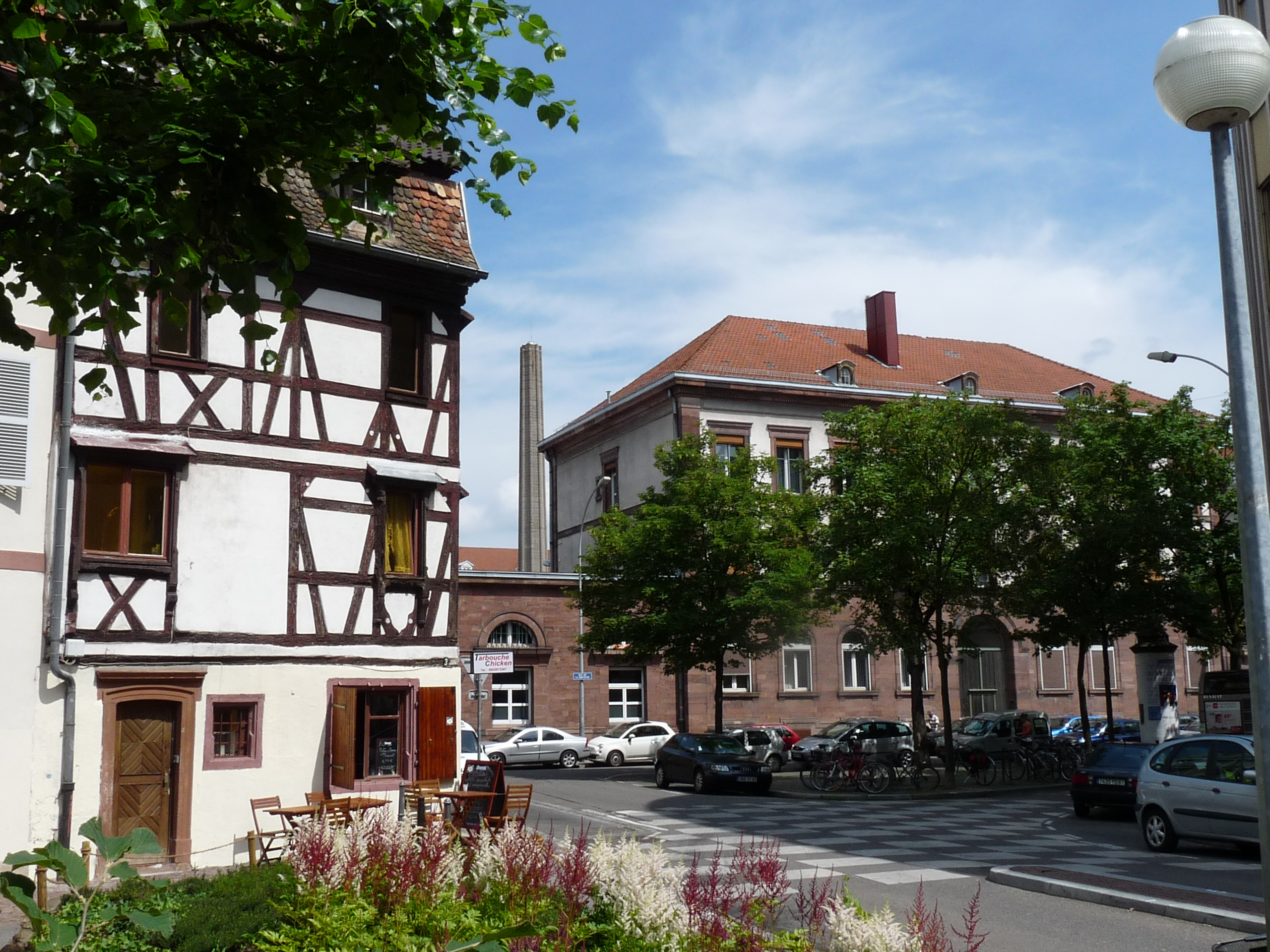
La manufacture de tabacs

Après le départ des militaires et la transformation des casernes en établissements scolaires, la composition sociale du quartier évolue peu avant que ne soit engagée la rénovation de son habitat alors jugé insalubre, par la mise en place des premières politiques de renouvellement urbain, à la fin des années 1970, avec notamment le lancement de la deuxième OPAH (Opération programmée d'amélioration de l'habitat) de France – la première ayant eu lieu à Lyon.
La rénovation de l'habitat entraîne une multiplication de petits logements destinés principalement aux étudiants qui s'installent en nombre dans ce quartier, au détriment des anciennes populations qui se sont progressivement déplacées dans les logements sociaux construits en périphérie.
Ce quartier est depuis la fin des années 1980 l'un des principaux centres de la vie nocturne de Strasbourg.

## Hydrographie et toponymie

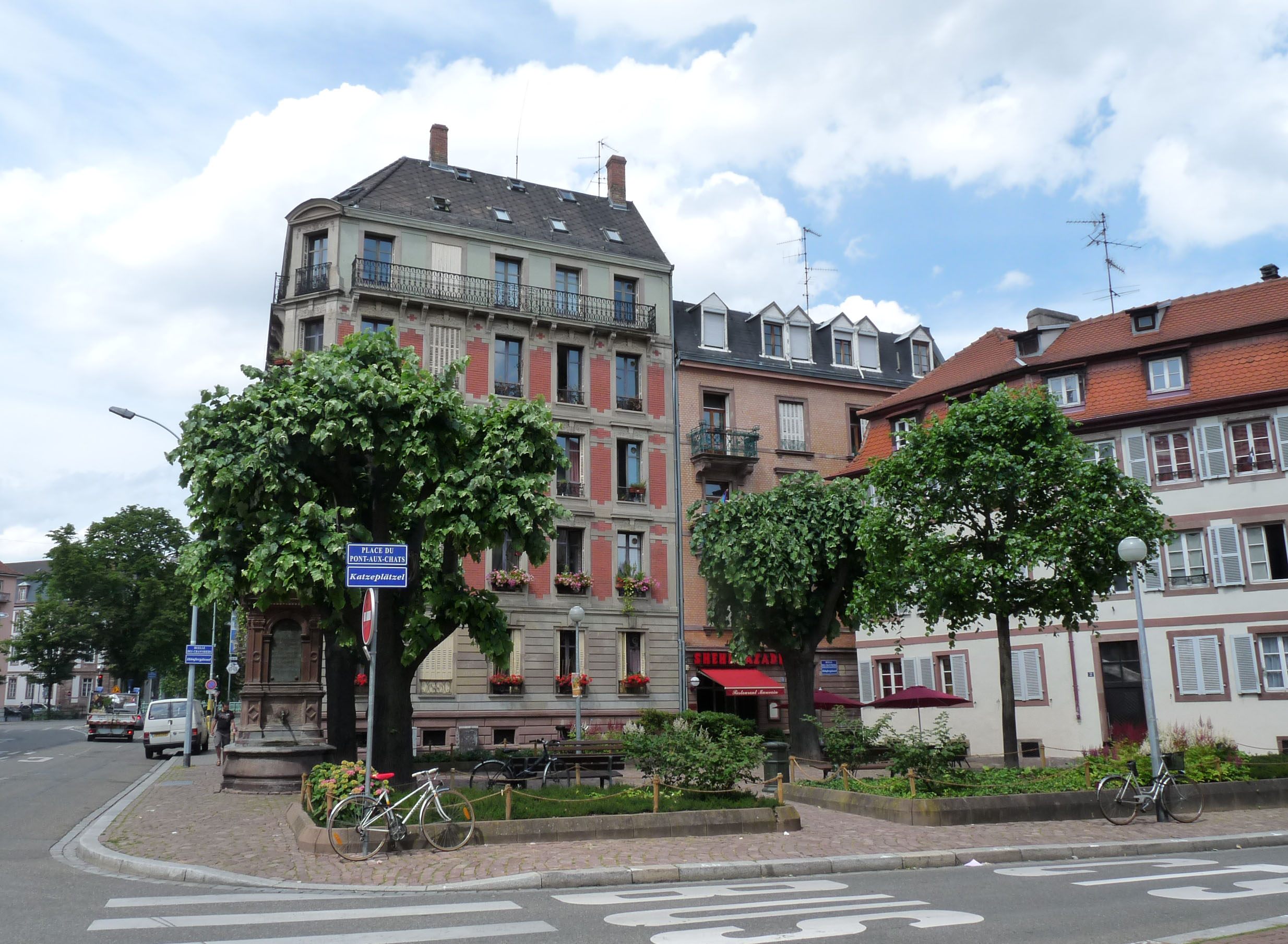
Place du Pont-aux-Chats

La Krutenau était un ancien site marécageux au réseau hydrographique dense. Afin de gagner de l'espace pour les maraîchages puis pour les habitations, les zones aqueuses ont été progressivement canalisées et asséchées. Le maillage urbain du quartier garde la trace de ce passé. Ainsi, l'actuelle rue de Zurich correspond au tracé sinueux de l'ancien canal du Rheingiessen qui reliait le Rhin à l'Ill, pour offrir un débouché sécurisé aux navires transitant par le port de Strasbourg, alors situé au centre-ville. Ce canal a été comblé en 1872. La place de Zurich a été récemment réaménagée avec un fossé à sec en son centre, illustrant le passé du site.
C'est par ce canal qu'arrivaient les Zurichois dans leur démonstration qu'ils pouvaient venir au secours de Strasbourg en 24 heures dans le cadre de la Hirsebreifahrt. C'est aussi cet évènement qui a donné son nom à la place, la rue et la fontaine des Zurichois.
La toponymie du quartier évoque également ce passé : rue des Bateliers, place Saint-Nicolas-aux-Ondes ou place du Pont-aux-Chats. Le nom même du quartier comporte le suffixe au, de aue (tel qu'on le retrouve dans d'autres quartiers ou communes : Elsau, Ganzau, Meinau, Robertsau, Wantzenau, Eschau…), faisant référence en vieil alsacien à un terrain ou une prairie entourée d'eau. Le quartier fut d'ailleurs longtemps appelé Krutenau in undis, c'est-à-dire « aux ondes ».
Enfin, ce passé aquatique se retrouve dans l'anecdote ayant donné son nom à l'un des noms de rue les plus pittoresques de Strasbourg : la rue du Renard-Prêchant. Un pêcheur dont le voisin, éleveur de canards, venait dévaliser les nasses la nuit, décida de se venger : il s'en prit à son tour aux canards en accusant le renard, censé attirer les volatiles par ses belles paroles.

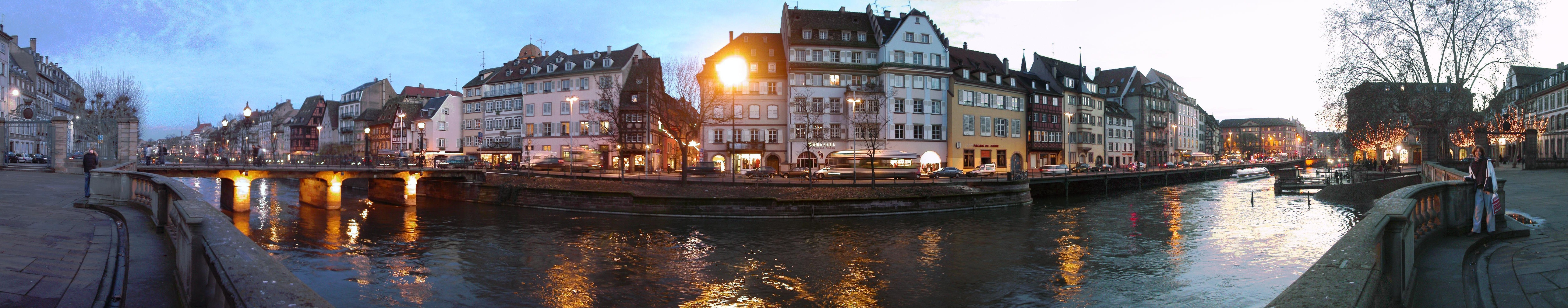
Quais de la Krutenau, vus depuis le château des Rohans (180°)